# Olha Rapai-Markish
Olha Rapai-Markish (în ucraineană Ольга Перецівна Рапай-Маркіш, în rusă Ольга Петровна Рапай, în ebraică אולגה רפאי-מרקיש; n. 1 august 1929, Harkov, RSS Ucraineană, URSS – d. 1 februarie 2012, Israel) a fost o ceramistă ucraineană, remarcată în special pentru lucrările sale decorative executate pe clădiri înalte din Kiev. Anterior, a lucrat la Fabrica de artă ceramică experimentală din Kiev, unde era cunoscută pentru confecționarea unor figurine delicate, picturi pe porțelan și pe vase.

## Biografie
Olha Peretzіvna Markіsh s-a născut la 1 august 1929 în Harkov, Republica Sovietică Socialistă Ucraineană, în familia traducătoarei Zinaida Joffe și a scriitorului evreu sovietic Peretz Markish⁠(d). Joffe își părăsise soțul fiind gravidă cu Olha din cauză că Peretz era înconjurat de alte femei. În 1930, după ce a născut-o pe Olha, Joffe s-a mutat la bunicii ei din cartierul evreiesc al Zaporijjea și s-a angajat ca asistentă medicală și traducătoare în Armata Roșie, lăsând fetița în grija rudelor. S-a întors în 1934, după ce s-a recăsătorit cu Borîs Tkacenko⁠(d). Olha și sora ei Maia au locuit în Kiev până când Tkacenko a fost arestat și executat în 1937 în timpul Marii Epurări. Conform legii, Zinaida Joffe, ca soție a a unui criminal condamnat, a fost și ea arestată și exilată într-un gulag. Întrucât Olha nu era fiica lui Tkacenko, ea a scăpat de represalii și a fost trimisă la Moscova să locuiască cu familia tatălui ei biologic, care era la a doua căsătorie cu o femeie pe nume Esther și avea doi fii – Shimon și David.
În timpul celui de-al Doilea Război Mondial, Peretz și-a evacuat familia la Tașkent, Uzbekistan. La câțiva ani după încheierea războiului, aproximativ în 1947, Olga a fost dusă la Kiev, unde a început să studieze la Institutul de Istorie a Artei. În 1949, în Uniunea Sovietică a demarat un nou val de epurări, în cadrul căruia NKVD a arestat mai mulți membri ai Comitetului Antifascist, printre care Peretz Markish. Acesta a fost executat în 1952 ca „naționalist evreu”, iar familia sa a fost exilată în Kazahstan pe o perioadă de zece ani ca dușmani ai statului. Timp de doi ani membrii familiei au fost transferați de câteva ori între nordul Kazahstanului și orașul Abakan din regiunea Hakasia.
La începutul anilor 1950, Olha Markish a început o relație cu Nikolai Rapai, care o vizita în pofida exilului și a cerut-o în căsătorie. Olha a născut o fiică, Ekaterina, fiind încă în exil. În 1955, după moartea lui Stalin, familia s-a întors la Moscova și a fost reabilitată. Rapai a luat-o pe Markish la Kiev, unde ea și-a terminat studiile în 1956, cu o diplomă în sculptură. Proiectul ei studențesc „Uzbecika” (din rusă «Узбечка» = „Uzbeca”) a fost apreciat și acceptat pentru producție în masă.

## Carieră
Rapai-Markish a început să lucreze ca sculptor la Fabrica de artă ceramică experimentală din Kiev (în ucraineană Київський експериментальний кераміко-художній завод – „Kîiivskîi eksperîmentalnîi keramiko-hudojni zavod”, KEKHZ). Opera ei timpurie este notabilă prin reprezentarea unor artiști celebri și redarea, în figurine de porțelan, a femeilor în costume naționale ucrainene⁠(d). Printre artiștii sculptați se numără cântărețele de operă Bela Rudenko⁠(d) și Larîsa Rudenko⁠(d), circarul Oleg Popov⁠(d), mimul Marcel Marceau și actorul Charlie Chaplin. Replici ale figurinelor sale au fost produse pe scară largă la fabrica de ceramică din Polonne și la cea de porțelan din Korosten. De asemenea, artista a decorat obiecte de veselă. La KEKHZ, a colaborat cu ceramista Oksana Jnikrup⁠(d). Rapai-Markish a lucrat la fabrică timp de 11 ani și s-a concediat în 1967, din cauză că, fiind angajată a fabricii, nu beneficia de drepturi asupra propriilor lucrări.
Dupa ce a părăsit KEKHZ în 1967, Rapai-Markish a inaugurat prima expoziție personală a lucrărilor sale de porțelan. Ea a continuat să lucreze în domeniul ceramicii, dar de data asta confecționând figurine care nu erau destinate producerii pe scară largă. Temele ei preferate au fost clovnii și arlechinii⁠(d).
Curând, ea s-a implicat în proiecte de arhitectură, proiectând și decorând atât pereți interiori, cât și fațade exterioare masive. Cele nu mai puțin de zece desene executate pe clădirile multietajate din centrul Kievului sunt cele mai cunoscute lucrări ale ei și i-au asigurat o recunoaștere deosebită în arta ucraineană. Unul dintre aceste desene se află la Casa Națională a Colectivelor de Creație, construită în anii 1970, pe pereții căreia o suprafață de peste 300 m2 este acoperită de plăci de porțelan⁠(d) multicolore, realizate manual, care reprezintă motive copilărești precum animale, păsări, flori și copaci. O altă clădire decorată a fost hotelul Bratîslava⁠(d), în care două săli de mese (care nu s-au păstrat) ilustrau zece femei din diferite națiuni slave (sala „Slavic”) și respectiv fondatorii legendari ai orașului Kiev – Kîi, Șcek și Horîv (sala „Kiev”).
După ce a împlinit 70 de ani, Rapai-Markish a emigrat în Israel. Ea a continuat să sculpteze, dar a preferat să nu-și expună lucrările. Cu toate acestea, opera sa a fost prezentată într-o expoziție aniversară a artiștilor din KEKHZ din 2004 și într-o expoziție a ceramiștilor din 2007, găzduită de Muzeul Național de Artă al Ucrainei⁠(d). Artista a murit la 1 februarie 2012 în Israel. Mormântul ei se află în cimitirul Zgula din orașul Petah Tikva, lângă Tel Aviv.

## Moștenire
Postum, opera lui Rapai-Markish a fost expusă în 2014 și în 2015. Tot în 2015, a fost publicat un catalog al lucrărilor ei de porțelan. Lucrările sale sunt păstrate la Biblioteca Republicană pentru Copii din Kiev, în holurile Institutului de Fiziologie și a Institutului de Botanică, de asemenea în colecțiile Ministerului Culturii, a Uniunii Artiștilor din Ucraina, a colecționarilor privați din Israel, Rusia, Elveția și Ucraina și în Ungaria, la văduva lui Shimon Markish. Lucrarea de ceramică de pe fațada Casei Naționale a Colectivelor de Creație, situată în Kiev pe bulevardul Șevcenko 50-52, s-a păstrat până în ziua de azi.